# Mary Anna Draper
Mary Anna Draper, también conocida como Mary Anna Palmer Draper, (Stonington, Connecticut, 19 de septiembre de 1839 - Nueva York, 8 de diciembre de 1914) fue una astrónoma estadounidense conocida por su trabajo con su marido, Henry Draper, en el campo de la investigación y la fotografía astronómica, y por su labor de promoción de la astronomía y mecenas de instituciones de investigación astronómica. 
Ayudó a fundar el Observatorio de Mount Wilson y creó un premio para la investigación astronómica, la Medalla Henry Draper de la Academia Nacional de Ciencias de Estados Unidos. Fue esencial para el trabajo de astrónomas posteriores como Henrietta Cisne Leavitt y trabajo en la estrellas variables Cefeidas. A su muerte donó su legado cultural al Museo Metropolitano de Arte de Nueva york y su legado económico al Observatorio del Harvard College para asegurar la continuación de la investigación astronómica.

## Primeros años
Mary Anna Palmer nació en 1839, en Stonington, Connecticut, hija de Mary Ann Suydam y Courtlandt Palmer. Su padre era un comerciante e inversor inmobiliario. Su sobrina fue Eva Palmer-Sikelianos, experta en la Grecia clásica y promotora de los Festivales Délficos.
En 1867, se casó con Henry Draper, médico y profesor de química y fisiología en la Universidad de la Ciudad de Nueva York, después llamada Universidad de Nueva York. Particularmente interesada en la espectroscopia astronómica, fue también una astrónoma aficionada.
A su muerte en 1874, dejó a sus tres hermanos una gran fortuna.

## Carrera profesional
Draper desarrolló el interés por la astronomía a través de su esposo y los dos tomaron las primeras fotografías del espectro de una estrella usando un gran telescopio que Henry construyó en su observatorio cerca de su casa de verano en Hastings-on-Hudson, Nueva York, en 1872. La pareja viajó a Rawlins, Wyoming, para observar un eclipse solar en 1878.  Durante los inviernos, la pareja trabajaba en el laboratorio conectado a su casa en la ciudad de Nueva York. Durante quince años, los Draper trabajaron juntos en observaciones, fotografía y trabajo de laboratorio. En el proceso, se convirtió en una técnica experta.
Después de la muerte de su marido en 1882, ella donó su propio equipo al Observatorio del Harvard College, y dotó el Henry Draper Memorial para financiar la continuación de su investigación. Aunque ya no investigaba activamente, visitaba el observatorio regularmente para conocer el progreso de la investigación. El dinero donado por ella permitió a Edward Charles Pickering, astrónomo en la Universidad de Harvard, clasificar las estrellas basándose en las características que se encontraron en las fotografías de los espectros de las estrellas. La sobrina de la pareja Antonia Maury continuaría también su labor al ayudar en esta tarea al director Pickering y después desarrollaría sus propias teorías que fueron incluidas en el Catálogo Henry Draper.
Su influencia resultó en mujeres astrónomas trabajando en el observatorio, entre ellas Henrietta Swan Leavitt, cuyo trabajo en las estrellas variables Cefeidas llevó a su uso como importantes indicadores galácticos de distancia (escalera de distancias cósmicas).
También creó un premio para la investigación astronómica, la Medalla Henry Draper de la Academia Nacional de Ciencias de Estados Unidos, y ayudó a fundar el Observatorio del Monte Wilson. Fue anfitriona de conferencias y exposiciones científicas en el laboratorio de su casa, y continuó hasta su muerte por neumonía en 1914 en la ciudad de Nueva York.
Después de su muerte, se hizo el legado en su nombre al Museo Metropolitano de Arte de Nueva York de su extensa colección de artefactos egipcios, antigüedades clásicas, tapices, 22 pinturas en miniatura y otras obras de arte. Draper también entregó un legado para asegurar la continuación de la investigación en el Observatorio del Harvard College.
En la Biblioteca Pública de Nueva York se puede ver el retrato que de ella hizo John White Alexander en 1888.